# Huancavelica (region)
Huancavelica er en region i det sydvestlige Peru og grænser til Lima-regionen og Ica mod vest, Junín mod nord og Ayacucho mod øst. Hovedbyen hedder også Huancavelica.
- Wikimedia Commons har flere filer relateret til Huancavelica (region)

13°01′S 75°05′V / 13.02°S 75.09°V